# Alppiharju
Alppiharju (schwed. Åshöjden, beide Namen bedeuten auf Deutsch in etwa Berggrat) ist ein Stadtteil (kaupunginosa) und ein Stadtbezirk (peruspiiri) der finnischen Hauptstadt Helsinki.
Der Stadtteil grenzt im Norden an der Aleksis Kiven katu an den Stadtteil Vallila, im Osten an Sörnäinen, im Westen an der Helsinginkatu an den Stadtteil an Kallio, im Südwesten an Taka-Töölö und im Nordwesten an Pasila. Alppiharju setzt sich aus den beiden Teilgebieten Alppi im Westen und Harju im Osten zusammen. Einen großen Teil der Fläche nimmt der 1950 eröffnete Freizeitpark Linnanmäki und der angrenzende Park Alppipuisto im Westen Alppiharjus ein. Westlich hiervon befindet sich in Taka-Töölö das Olympiastadion von Helsinki.
Mit einer Bevölkerungsdichte von 13.215 Einwohner/km² ist Alppihaju nach Punavuori, Kallio und Ullanlinna der am dichtesten besiedelte Stadtteil Helsinkis. Die durchschnittliche Wohnfläche beträgt rund 37,8 m². Der Anteil der unter 16-Jährigen beträgt lediglich 3 %.

## Verkehr
Mehrere Linien der Straßenbahn Helsinki führen durch den Stadtteil. Auf der Helsinginkatu, die Taka-Töölö mit Sörnäinen verbindet, fahren Straßenbahnen der Linie 8 zwischen Jätkäsaari und Arabianranta. In Nordsüd-Richtung verlaufen die Linien 1, 3, 7 und 9 zum Stadtzentrum und zum Hauptbahnhof Helsinki. Der im nördlich angrenzenden Pasila gelegene Bahnhof Pasila lässt sich ebenfalls schnell erreichen.

## Galerie

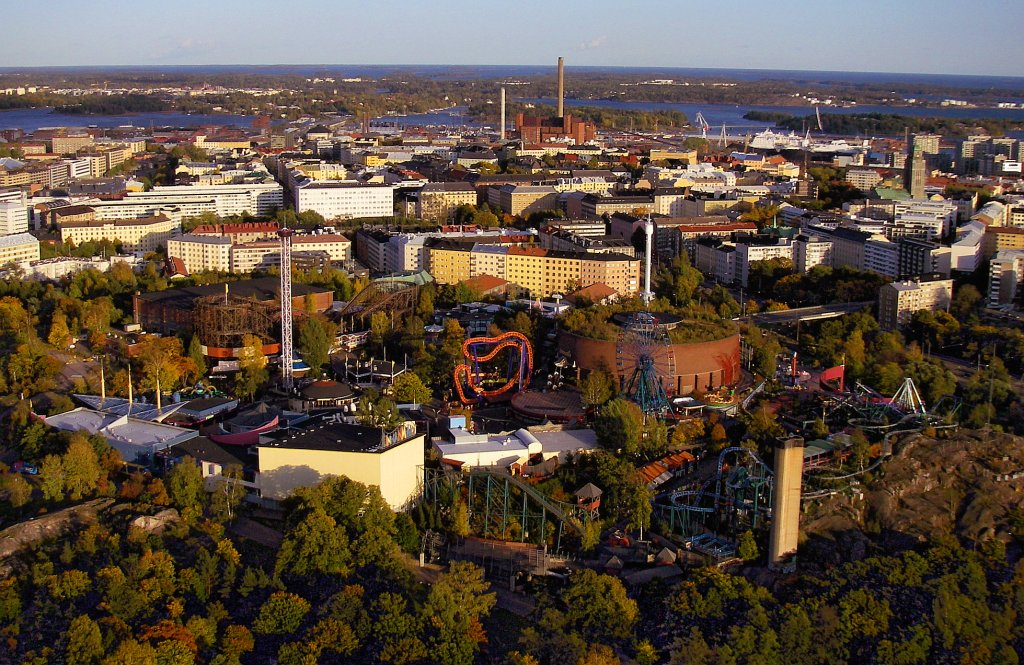
Luftbild von Linnanmäki (Blick Richtung Osten)
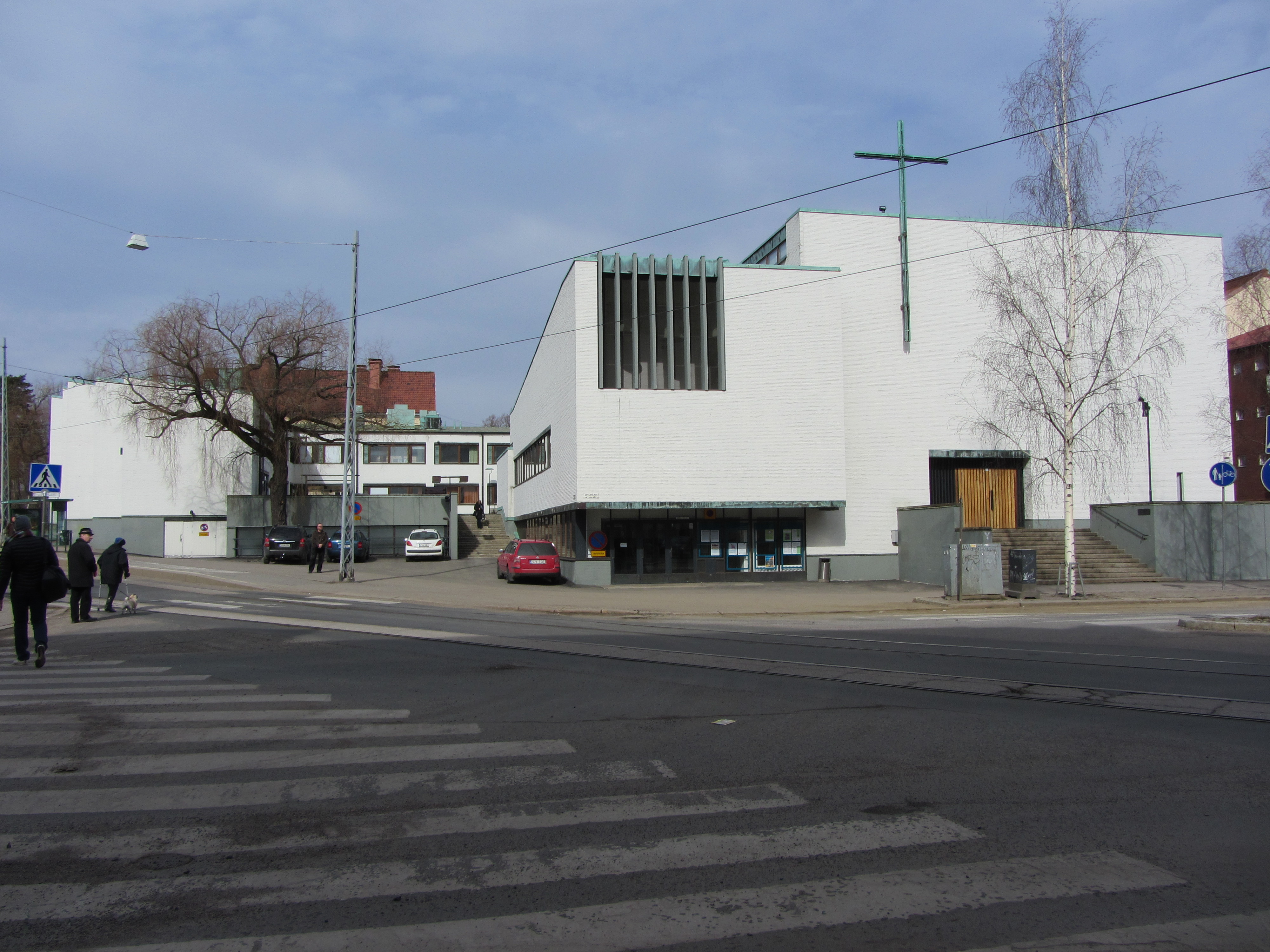
Die 1957 fertiggestellte Kirche von Alppila (Architekten: Keijo Ström und Olavi Tuomisto)
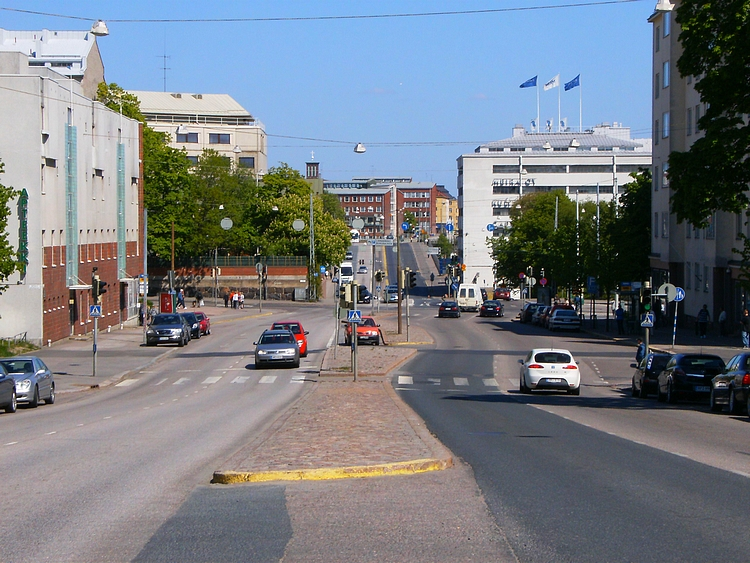
Die Sturenkatu durchzieht Alppiharjus Zentrum
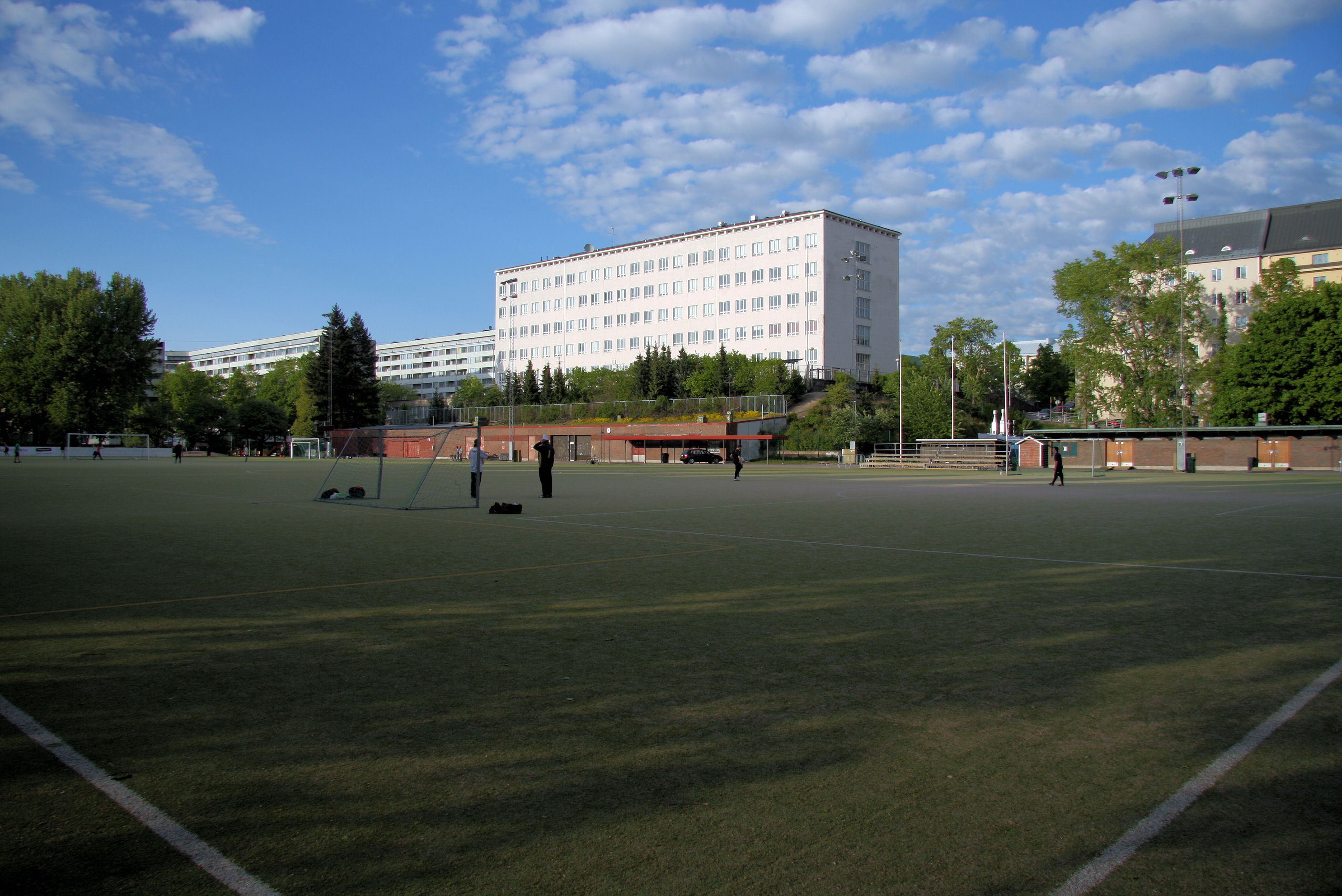
Der Sportplatz Brahen kenttä (Bandy- und Fußball-Heimspielstätte von Helsingfors IFK) und die Schule Aleksis Kiven koulu